# Памятник Дзержинскому (Донецк)

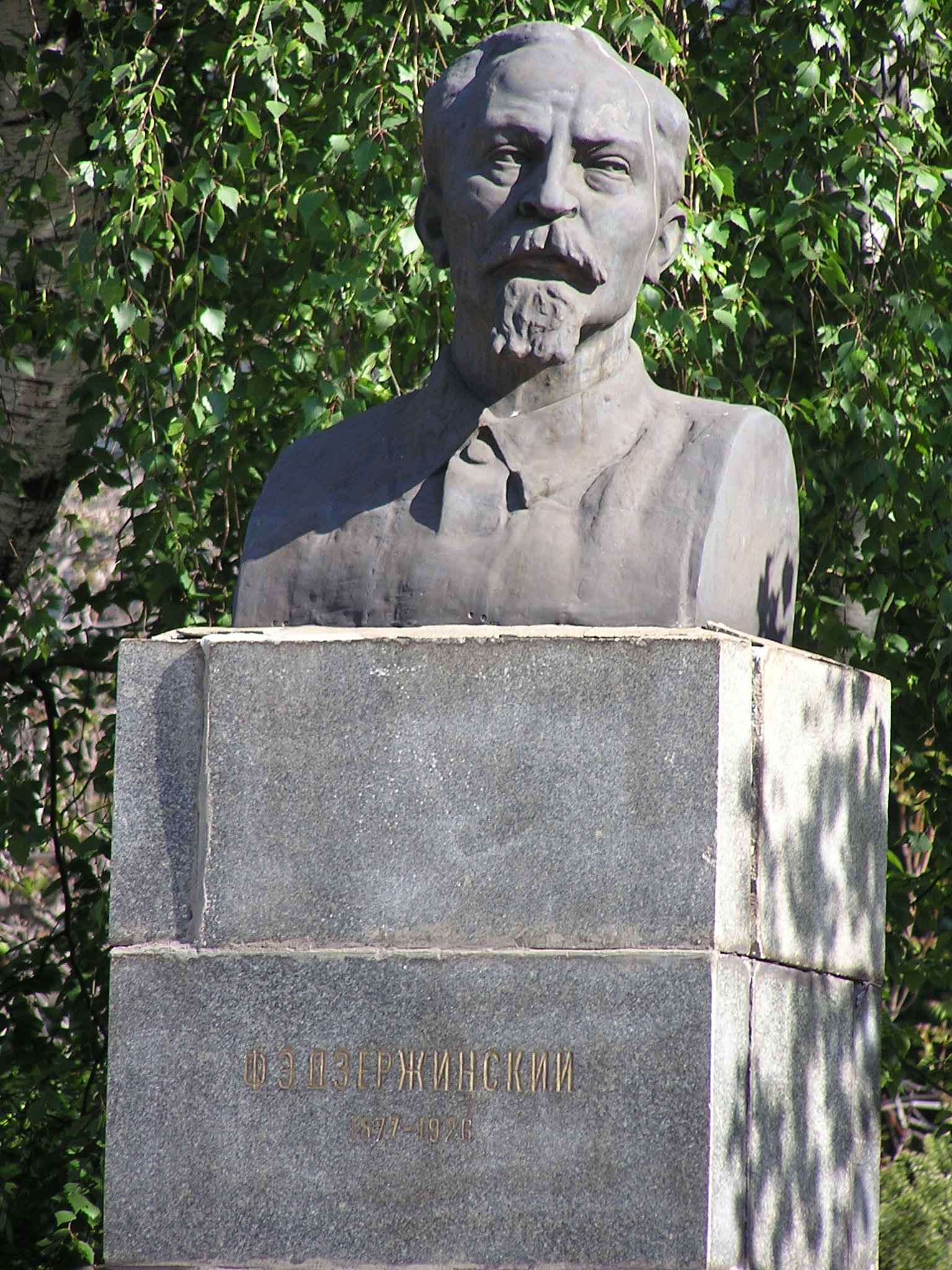
Бюст Дзержинского

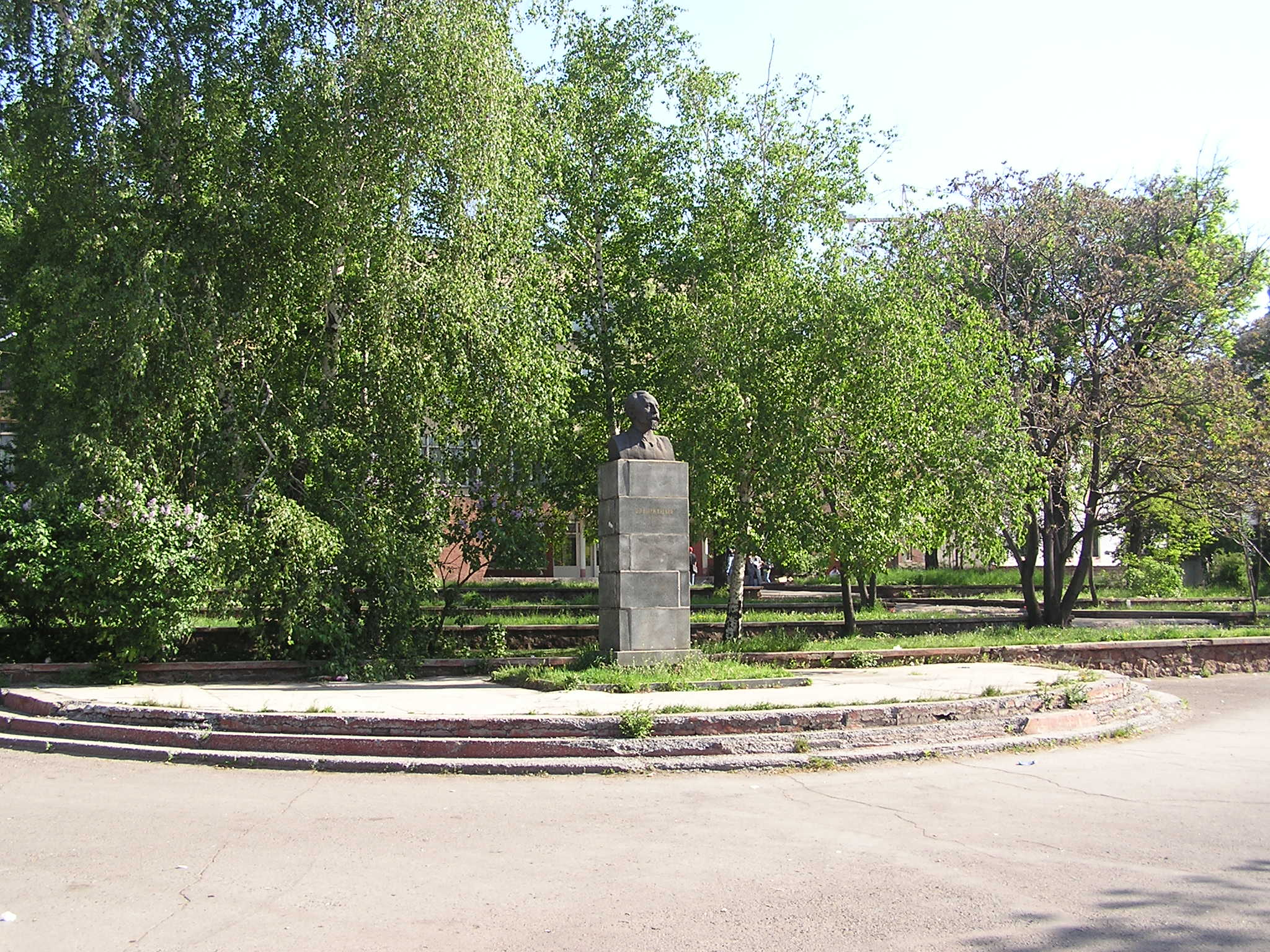
Памятник Дзержинскому

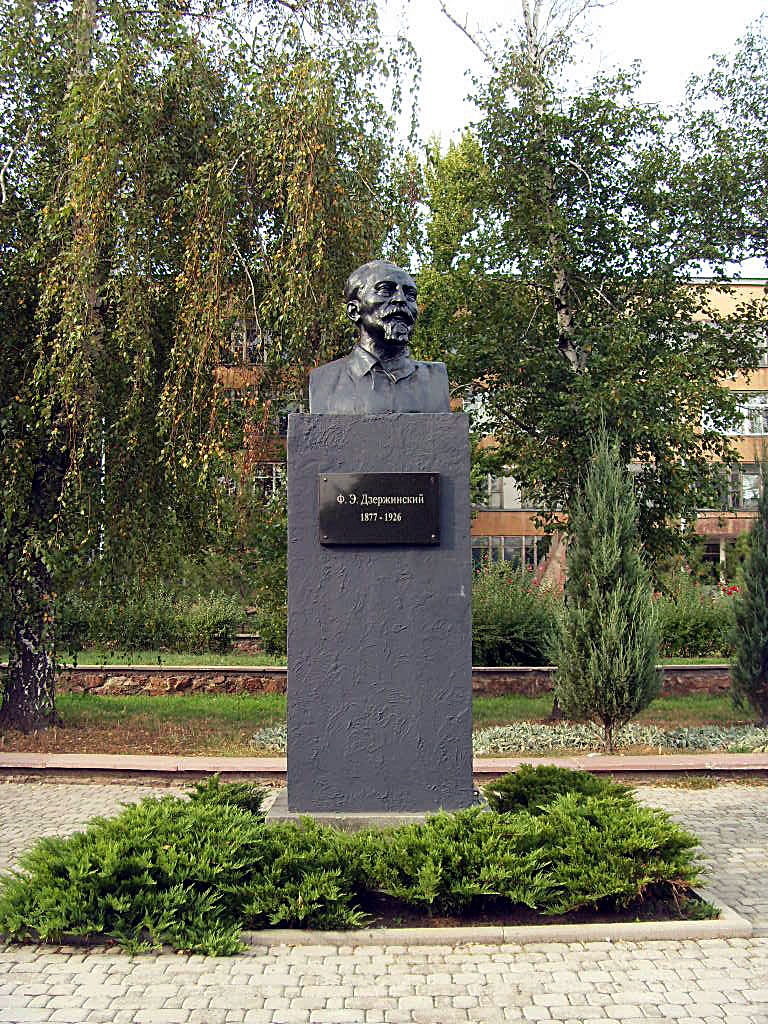
Памятник в 2021 году

Памятник Дзержинскому — памятник в Донецке на площади Дзержинского в честь его 60-летия. Географические координаты: 47°59′36″ с. ш. 37°48′24″ в. д..
В 1927 году городская комиссия Сталино переименовывает Пожарную площадь и Пожарный проспект в площадь Дзержинского и проспект Дзержинского соответственно, в честь революционера, советского государственного деятеля, главы ряда наркоматов, основателя ВЧК Феликса Эдмундовича Дзержинского, который умер за год до этого, к пятидесятилетию со дня рождения.
Памятник представляет собой бронзовый бюст, который установлен 25 июля 1937 года на постаменте из гранитных плит розового цвета. Первый бюст был отлит в Москве. Скульптор — Яковлев. Высота бюста — 1 метр 20 сантиметров.
Три гранитные плиты для постамента, весили от полутора до трёх тонн. Плиты были добыты и отделаны на одном из карьеров Донбасса и привезены на место установки в июне 1927 года.
В годы Великой Отечественной войны памятник был повреждён осколками в результате авианалётов. Брандмейстер Кузьма Иванович Пеший спрятал бюст от немцев на территории пожарной команды. После освобождения Сталино в 1943 году памятник вернули на место. В 1945 году бюст был реставрирован — с него убрали следы осколков.
В 1961 году памятник получил современный вид. Бюст Дзержинского заменили на другой работы скульптора В. Белашовой.
В конце декабря 2007 вандалы облили памятник зелёной краской и написали на постаменте «Слава Україні! Смерть ворогам!». До этого 24 декабря 2007 года краской были облиты памятники Дзержинскому и Ленину в Луганске.
В ночь с 3 на 4 апреля 2010 года вандалы написали на постаменте надпись на украинском языке «Кат народу». Надпись через 4 дня была убрана коммунальными службами.